# JALグローバルクラブ
JALグローバルクラブ（ジャルグローバルクラブ、英語: JAL Global Club、略称: JGC）とは、JALカード（日本航空のクレジットカード）に付帯されるJALマイレージバンク（JMB）の上級会員組織のことである。略称はJGC。
JALグローバルクラブそのものは、JALカードのサービスが開始される以前の、1970年3月に発足している。

## 概要

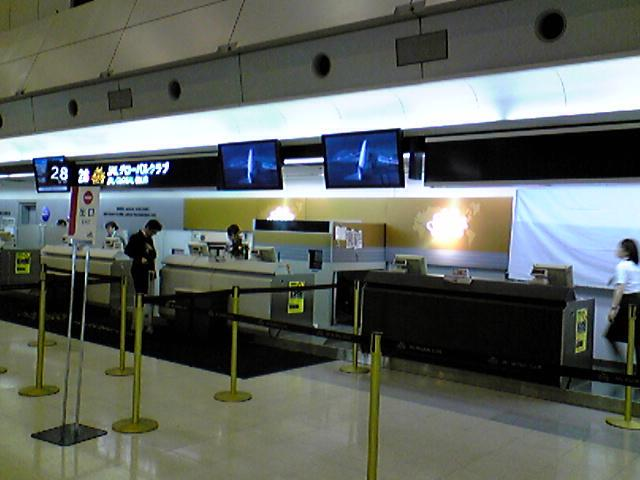
羽田空港のJALグローバルクラブ会員専用カウンター

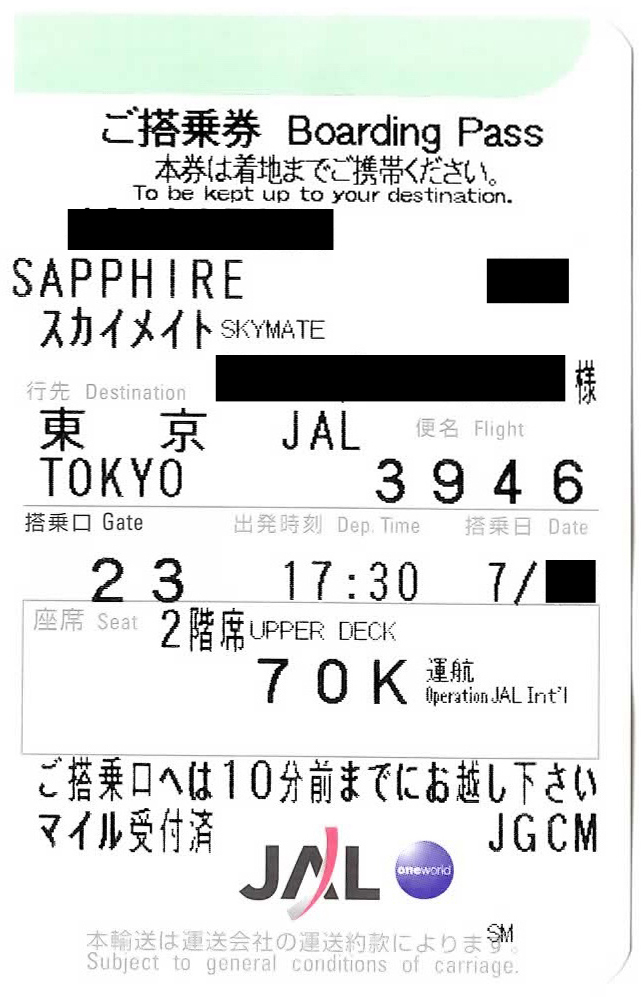
搭乗半券の右下にJGCMの印字が見える。JGC会員の搭乗券には右下部に「JGCM」の文字が印刷され、会員カードが無くても係員が判別できるようになっている。

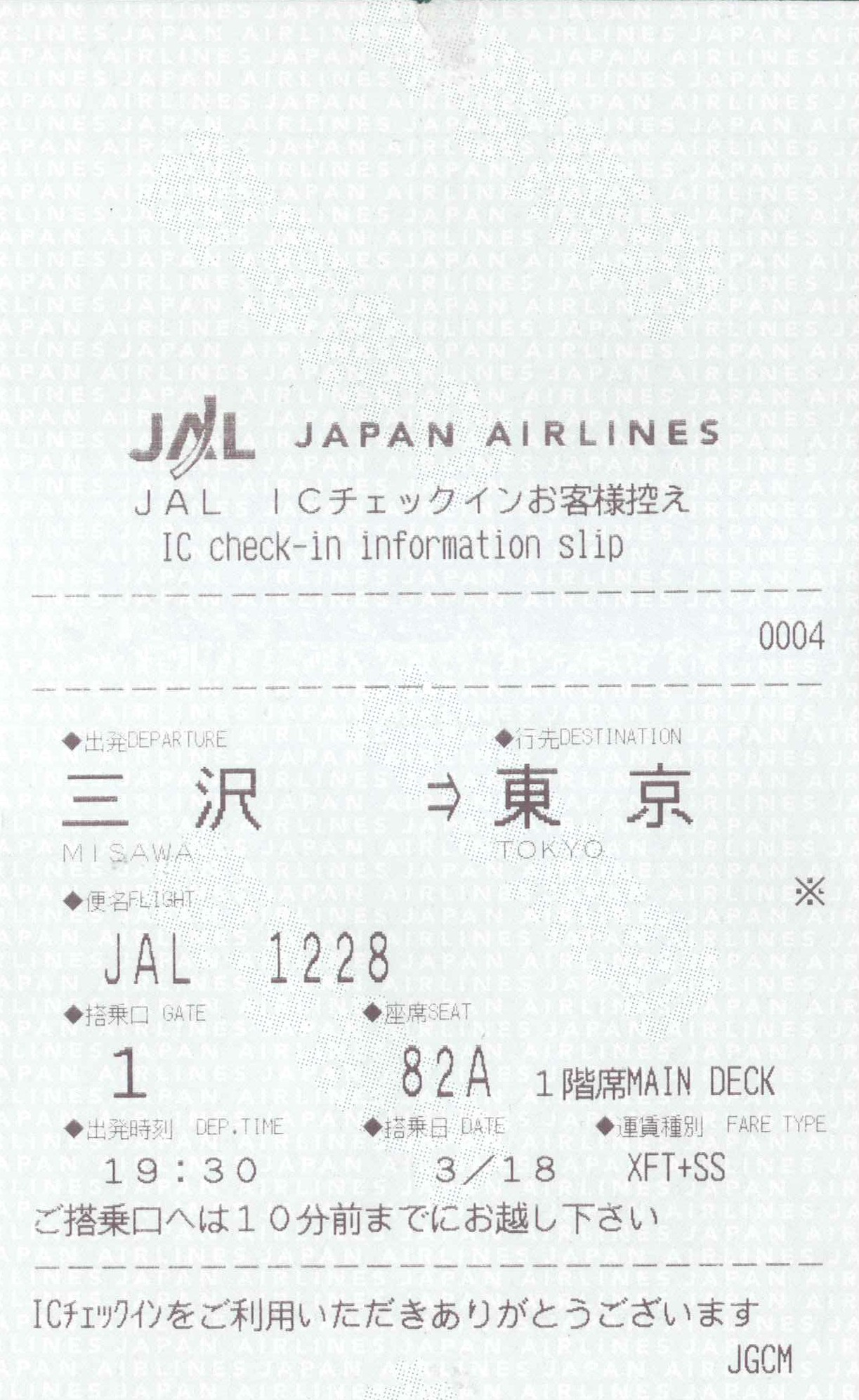
ICチェックイン控えも同様に右下部に「JGCM」の印字が見える。

※以下の内容については「JALマイレージバンク日本地区会員」に対し適用される。海外地区会員にもJGCが存在するが、その達成条件や維持条件、サービス内容は異なる。
JALマイレージバンク (JMB) またはJALカード個人会員の中で、利用実績が下記の基準に達し、日本航空が入会を承認した会員にJALグローバルクラブ（JGC）への入会資格が付与される。JGCの入会には、JALカードのCLUB-A・CLUB-Aゴールド・JALダイナースカード・プラチナのいずれかに入会する必要があり、JGCの会費は無料ながら、JALカードの年会費（CLUB-A 10,800円、CLUB-A GOLD 17,280円(JALカードSuicaとアメリカン・エキスプレスは20,520円)、ダイナースクラブ 30,240円、プラチナ 33,480円・各消費税込）が必要である。入会後、JALカードCLUB-A以上を持ち続けることにより、搭乗実績にかかわりなく、JGC資格を継続することができる。かつては2年ごとに搭乗実績のチェックがあり、条件を満たさなければ会員資格を失うこともあった。

### 入会基準
JALグループの国内線や国際線への搭乗やJALグループが提供する各種サービスの利用により積算されるLife Status ポイントが1,500ポイント以上となること。
2023年までは1-12月の12ヵ月間にJALグループ便ならびにワンワールド加盟航空会社便にJMBのマイル積算対象運賃で搭乗すると積算されるFLY ON ポイントが50,000ポイント以上、あるいは50回以上の搭乗実績があり、かつ、JMB積算対象運賃でJALグループ便に4回以上搭乗していること（ただし、搭乗回数を条件とする場合は、FLY ON ポイントが15,000以上あること。）が条件であったが、2024年からFLY ONポイントとJALグローバルシステムは切り離された。ただし、2023年にFLY ONポイントが50,000ポイント以上となった場合は移行期間として2025年3月までであれば入会が可能だった。
また、日本航空が設定する入会基準に合致することとされている。入会後、搭乗回数やFLY ON ポイントが入会基準を下回っても会員資格を喪失することはなく、会員資格を喪失するのは、会員本人が死亡した場合、自ら該当するJALカードの退会を申し出る、会員資格取得後に航空会社へ就職（転職）する、あるいは会員規約に違反等の行為があった場合である。
「日本航空が設定する入会基準」については「航空会社およびそれらの関係会社の関係者を除く」という事項以外は非公開である。旅行会社の関係者についてもかつては入会できなかった。過去に旧JASマイレッジマスターズ基準でJMBサファイアを達成した者で入会基準を満たしたと認められなかった例があるが、それ以外で認められなかった例はほとんど報告されておらず、定かなところは分からない。
JMB FLY ON プログラム　ポイントは国際線搭乗1マイルで1ポイント、日本発着アジア路線搭乗1マイルで1.5ポイント、国内線搭乗1マイルで2ポイント獲得できる。また、キャンペーンによって指定された搭乗条件を満たした場合にボーナスポイントが付与される場合もある。いずれの場合も搭乗実績が必要なため、いわゆる「陸マイラー」では入会資格を獲得することができない。
また、生計を同一にする配偶者・両親・18歳以上の子供を家族会員として入会させることが可能で、旅行時のサービスは会員本人とほぼ等しく受けることができる。ただし、家族会員ごとに本会員と同一のクレジットカード（CLUB-A、CLUB-Aゴールド、JALダイナースおよびプラチナ）に入会することが必要である。会員本人が資格を喪失した場合、家族会員も資格を喪失する。
入会基準について、JALは2024年から基準を変更する可能性があることを告知しており、「現行基準での入会は、2023年1月1日から2023年12月31日までの搭乗実績により達成された2024年度資格まで」と発表しているが、既存JGC会員については新制度下での「グローバルクラブ会員」として取り扱うことが併せて発表された後、2024年から開始される「JAL Life Status プログラム」により、JMB FLY ONプログラムによるJMBサファイア達成者以外に、JALカード/JAL Pay等の利用による獲得マイル、国内線有償搭乗回数、国際線有償フライト区間マイルによる「生涯獲得Life Status ポイント数」が1500に到達する場合においてもJGCへの入会が案内されることを2023年11月14日に発表した。
なお、入会と同時に氏名と会員番号が刻印された紺色で丸長方形のタッグが送られてくる。また、500回、750回、1,000回、1,250回、1,500回搭乗するとその節目にそれぞれ異なる色の六角形のタッグ（大小）が送られてくる（公式サイトでは発表されていないが、空港ラウンジに案内パンフレットがおかれていることがある）。

### JGC会員の主な特典
国際線、国内線利用時の共通サービス
- 空港内のサクララウンジ等の利用
- 優先空席待ち

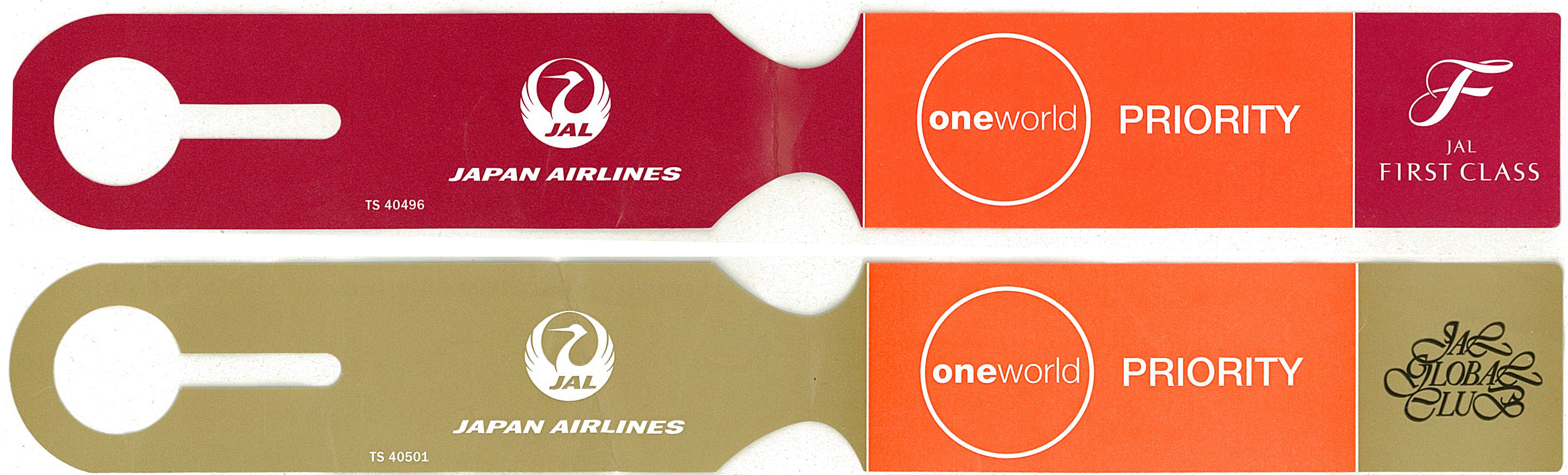
JALファーストクラス、JALグローバルクラブ会員が国内線利用時の手荷物優先返却用途に付されるタグ

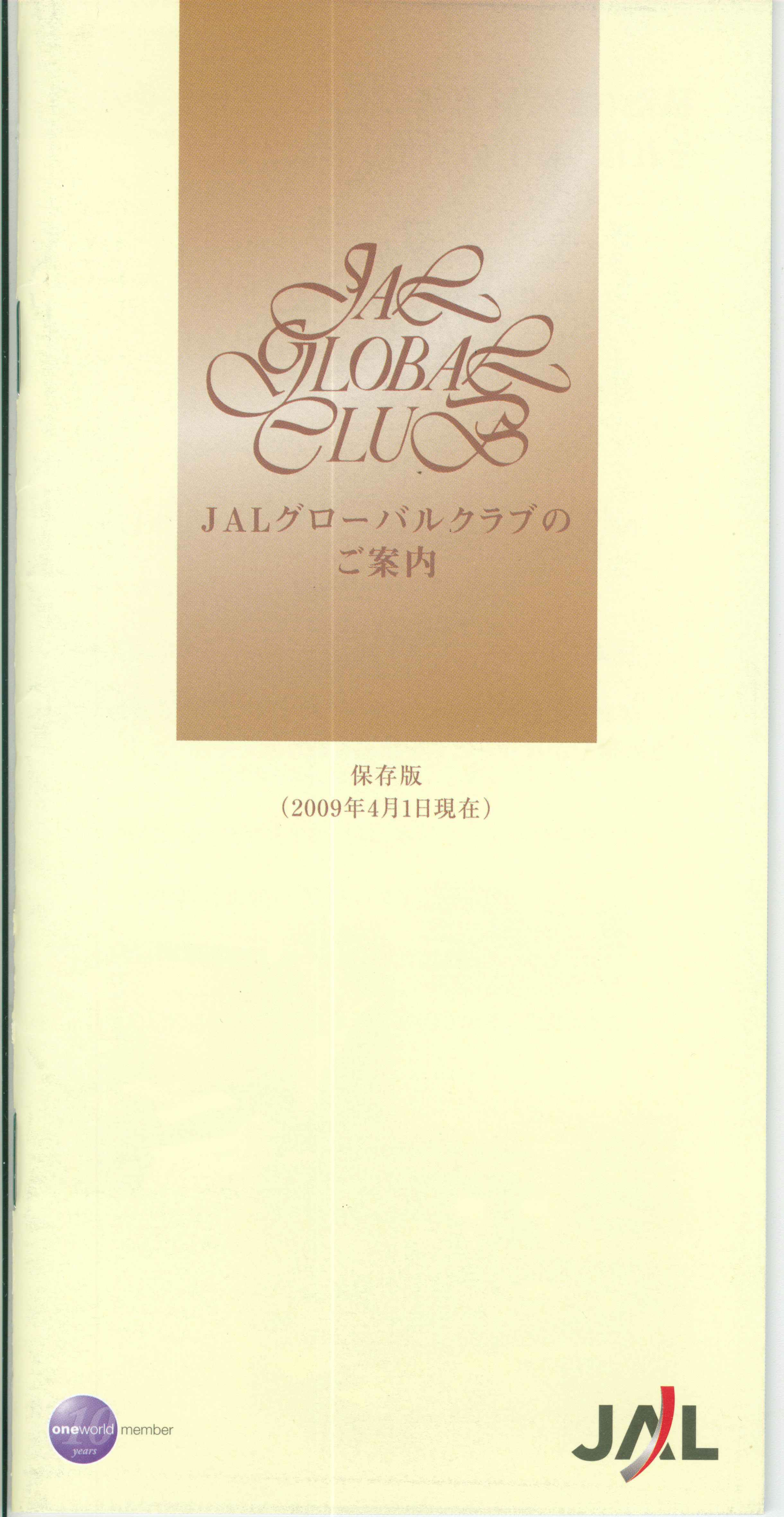
サービス内容を案内する冊子

- 会員専用予約フリーダイヤル（国際線、国内線別）
- ボーナスマイルの付与 (+35%)
- 手荷物の+20kg サービス（個数制限制の路線では+2個）
- 毎年初回搭乗時のボーナスマイル（マイレージ積算対象運賃での搭乗時に3000マイル）[注 1]

国際線利用時のサービス
- 優先搭乗（ビジネスクラス乗客と同時 JGPあるいはダイヤモンドの場合はファーストクラス乗客と同時）
- チェックイン時のビジネスクラスカウンターまたは、JGCカウンター利用
- 手荷物の優先引渡し（グローバルクラブ・プライオリティ）サービス

国内線利用時のサービス
- 優先搭乗[注 2]
- チェックイン時のJGCカウンター利用
- 手荷物の優先引渡しサービス
- 事前指定可能席の拡大（足元の広い非常口座席やクラスJを普通席として開放する便の当該座席等を事前指定可能。JGC専用席とも呼ばれている）
- 羽田空港、伊丹空港、福岡空港、新千歳空港での専用検査場の利用

その他のサービス
- JALホテルズ直営レストラン・バーでの割引
- JALカード会員会員誌「Agora」の送付（JGCメンバーページがある）
- グランドプリンスホテル新高輪などの会員専用のミーティングルーム (Century21) や、ホテル日航大阪のメンバー制ラウンジ「スカイクルーザー」の利用
- 東急ホテルズ「JGCステイプラン」の提供
- AVIS/HertsレンタカーのJGC会員特別割引料金の適用。「AVISプリファード・サービス」「ハーツNo.1 クラブゴールド会員」への入会
- e-道（香港の自動出入境ゲート）の利用登録

過去に存在したサービス
- バーゲンフェアや先得、スーパー先得の先行受付（受付開始時刻が前倒しされ優先受付可能であった）
- メンバーシップクラブCentury21（入会金、年会費必要）に入会できる。[注 3]
- ファーストクラスチェックインカウンターでのチェックイン（羽田空港、成田空港以外）

上記サービスはJALグループ各航空会社で適用されるが、琉球エアーコミューターなどを利用の場合はサービスの一部が受けられない場合もある。
これらのサービス以外にVIP用の空席を電話予約時に用意したり、予約時にJGC専用席を用意される。国際線においてはビジネスクラスに空席があるときに、エコノミー利用の会員を無償でアップグレードするインボランタリー・アップグレードを行うこともある。また、緊急時の各種手配の個別相談に乗るなど、明文化されていない柔軟なサービスもあると言われている。

## JGC家族会員
JGC会員の家族についても家族カードを作ることにより、JGC家族会員となることができる。
一般に、クレジットカードの家族会員の会費は、本会員より安く設定されるが、家族会員をJGC家族会員とする場合には、本会員と同じ会費が必要となる。この場合、ホテル等の会員専用ラウンジは家族会員では利用できないが、空港ラウンジの利用や優先空席待ち等は本会員と同様の扱いとなる。年末に送られてくるカレンダー等についても、本会員と扱いが違うが、入会時には本会員同様のバッゲージタグが送られる。2024年から開始される「JAL Life Status プログラム」においては、個人の条件を達成できていればJGC Four Stars以上、未達の場合であってもJGC Three Starsが確約される。

## JGCプレミア

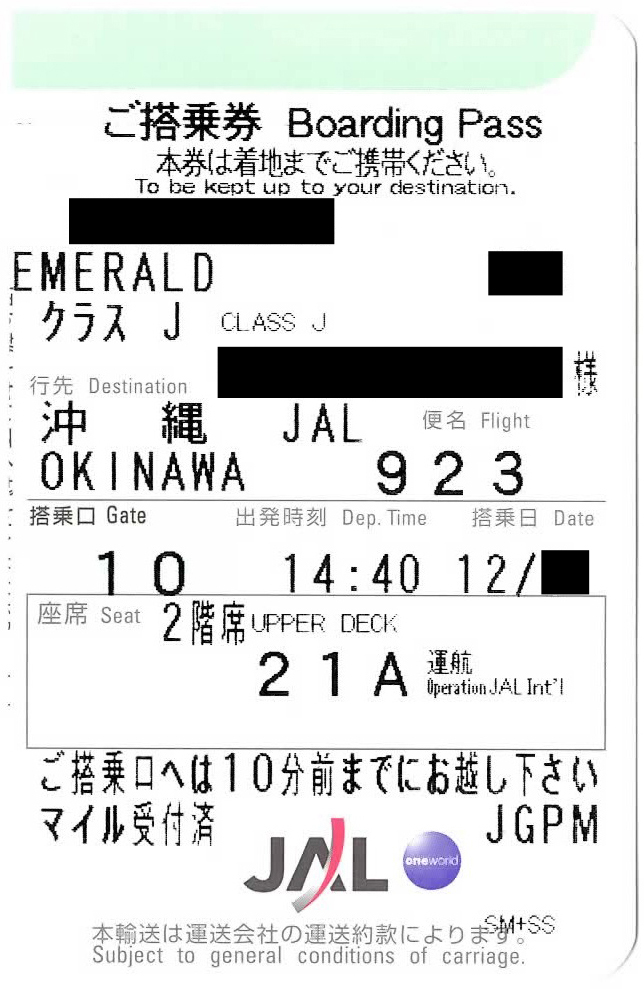
搭乗半券の右下部にはJGCMではなく、「JGPM」の文字が印刷され、区別されている。

JGCの上級会員扱いで、グループ社内では｢JGP｣との呼称で呼ばれる。JALグローバルクラブ会員で年間利用実績が所定の基準（FLY ON ポイントが80,000ポイント以上。2007年まではFLY ON ポイントが70,000ポイント以上、または80回以上の搭乗であった。なお、2009年からはFLY ON ポイントが80,000ポイント以上、もしくは80回以上の搭乗かつ25,000ポイント以上となる）に達した場合、達成月の翌々月からプレミア資格を翌々年（開始月が1月以降の場合翌年）の3月末まで獲得できる。
チケット半券下部に「JGPM」と印刷される。
ワンワールドアライアンス内の国際線を利用する際は最上級のエメラルドステータスを与えられる。
また、予約用電話窓口はダイアモンド会員とJGCプレミア会員専用の受付があり、携帯電話からでもフリーダイアルを利用することができる。
- JGCに加わる主な特典
  - ボーナスマイルの付与 (+105%)
  - 選択制ギフトパッケージ（eJALポイントや機内販売クーポン等から選択）
  - 羽田空港・伊丹空港・新千歳空港・福岡空港・那覇空港でのダイヤモンド・プレミアラウンジの利用と、ラウンジに直結する専用保安検査場の利用
  - ファーストクラス利用者・ダイヤモンド会員と同じ最優先搭乗
  - ファーストクラス利用者・ダイヤモンド会員と同じ手荷物の最優先受け渡し
  - ファーストクラスカウンターでのチェックイン
  - マイル有効期限の廃止（到達の翌々月時点から開始）など。

## 過去に存在した会員サービス
Century21
2015年3月31日終了。
JALグローバルクラブ会員が入会できたメンバーシップクラブ。クラブラウンジは、帝国ホテル（東京）、グランドプリンスホテル新高輪、銀座日航ホテルにある。同名の不動産業者、Century 21とは無関係。
入会金（10,500円）及び年会費（36,750円）が必要だが、JGCプレミアあるいはJMBダイヤモンドステイタスを獲得すると、年会費は無料で利用できる。基本的にアルコールと軽食を提供するが、相伴するホステスはいない。会員が同伴すれば、ビジターも入室できるがカバーチャージが必要となる。また営業終了時間が午後10時と早い。
また、ザ・プリンスさくらタワー東京のフィットネスルーム、サウナ&ジャグジー、スイミングプール、グランドプリンスホテル新高輪のビジネスセンター、スイミングプールが有料で利用できた。ホテル日航東京の会員及び宿泊者専用のベイサイドスパ然Zenが2,000円（会員のみ）、会員同伴のビジターは5,000円で利用できた。

## JGCとワンワールドエリートステイタス
2007年4月1日のワンワールド加盟によって、FLY ON プログラム上級会員及びJGC会員にもワンワールドエリートステイタスが付与されることとなった。FLY ON サービスステイタスとワンワールドエリートステイタスの関係は下表の通り。
JGC会員には、前年の搭乗実績に関係なく、ワンワールドサファイア資格が付与される。
| FLY ON ステイタス       | ワンワールド ステイタス | ワンワールド ステイタス       |
| ----------------------- | ----------------------- | ----------------------------- |
| FLY ON ステイタス       | JGC会員                 | JGC非会員(JALカード、JMB会員) |
| ダイヤモンド(JML)       | エメラルド(EMD)         | エメラルド(EMD)               |
| JGCプレミア(JGP)        | エメラルド(EMD)         | －                            |
| サファイア(JMG)         | サファイア(SPH)         | サファイア(SPH)               |
| クリスタル(JMX)         | サファイア(SPH)         | ルビー(RBY)                   |
| ステイタスのないJGC会員 | サファイア(SPH)         | －                            |

2010年3月までの関係図
| FLY ON ステイタス （FLY ON ポイント） | ワンワールド ステイタス | ワンワールド ステイタス |
| ------------------------------------- | ----------------------- | ----------------------- |
| FLY ON ステイタス （FLY ON ポイント） | JGC会員                 | JGC非会員               |
| ダイヤモンド(JML)                     | エメラルド(EMD)         | エメラルド(EMD)         |
| JGCプレミア(JGP)                      | エメラルド(EMD)         | －                      |
| サファイア(JMG)                       | サファイア(SPH)         | サファイア(SPH)         |
| クリスタル(JMX)                       | サファイア(SPH)         | ルビー(RBY)             |
| 20000FOP以上(JGZ)(*)                  | サファイア(SPH)         | －                      |
| 上記以外                              | ルビー(RBY)             | －                      |

(*)前年20,000FLY ON ポイント以上かつJALグループ便へ4回以上搭乗

その他FLY ON プログラムの取得条件については、JALマイレージバンクを参照のこと。

## 他社
JALグローバルクラブと同様の位置付けとして、ANAにはANAスーパーフライヤーズカードがある。またドイツのルフトハンザ航空やアメリカのユナイテッド航空などの外国航空会社にも同様の組織が存在する。